# Cliff in the 90’s
A Cliff in the 90's című album Cliff Richard brit énekes 2002-ben megjelent válogatásalbuma. A válogatáslemez 16 dalból áll. Az album első dala, a Silhouettes a The Rays nevű amerikai együttes doo-wop stílusú dala 1957-ből. A We Should Be Together című szám 1991 novemberében jelent meg először. A Stronger Than That 1990-ben kislemez formátumban is megjelent és a Stonger című album 5. dala. 
A Healing Love társ-szövegírója, társ-producere, a gitárprogram elkészítője és a dal háttérvokalistája Nik Kershaw brit énekes-dalszövegíró.
A Gypsy Bundle és a The Wedding című számok szerzője John Farrar ausztrál dalszövegíró, énekes és gitáros, aki a 70-es években a The Shadows együttes tagja volt, szerzőtársa Tim Rice Oscar-díjas angol dalszövegíró. A The Wedding című dalban közreműködik Helen Hobson.
A Butterfly Kisses című dal (szerzői Bob Carlisle és Randy Thomas) először Bob Carlisle 3. stúdióalbumán, a Butterfly Kisses (Shades of Grace)-n jelent meg, ezután több előadó is feldolgozta: a Raybon Brothers és Jeff Carson 1997-ben, Cliff Richard 1998-ban és a Westlife 2007-ben.

## Dalok listája
| #   | Cím                         | Szövegíró                                  | Hossz |
| --- | --------------------------- | ------------------------------------------ | ----- |
| 1.  | Silhouettes                 | Bob Crewe, Frank Slay                      | 3:08  |
| 2.  | We Should Be Together       | Bruce Roberts                              | 4:23  |
| 3.  | I Still Believe in You      | Dean Pitchford, David Pomeranz             | 3:42  |
| 4.  | Stronger Than That          | Alan Tarney                                | 4:39  |
| 5.  | Human Work of Art           | Michael Leeson, Peter Vale                 | 4:38  |
| 6.  | Healing Love                | Nik Kershaw, Dennis Morgan                 | 4:59  |
| 7.  | Never Let Go                | Alan Gorrie, John Wilson                   | 4:06  |
| 8.  | Gypsy Bundle                | John Farrar, Tim Rice                      | 3:58  |
| 9.  | The Wedding Helen Hobsonnal | John Farrar, Tim Rice                      | 4:27  |
| 10. | More to Life                | Simon May, Michael Read                    | 3:17  |
| 11. | The Miracle                 | Brenda Lee Eager                           | 3:26  |
| 12. | Butterfly Kisses            | Bob Carlisle, Randy Thomas                 | 5:13  |
| 13. | Even If It Breaks My Heart  | Adam Gorgoni, Shelly Peiken, Phil Roy      | 3:43  |
| 14. | Can't Keep This Feeling In  | Dennis Lambert, Arnie Roman, Steve Skinner | 3:48  |
| 15. | Woman and a Man             | Noel McCoy, Shelly Peiken, Michelle Wolf   | 4:46  |
| 16. | United for Evermore         | Ancel Duberry, McLaughlin, Dennis Morgan   | 4:19  |